# Electric Feel
«Electric Feel» es una canción interpretada por la agrupación estadounidense MGMT. En 2008, fue lanzada como el segundo sencillo de su álbum debut Oracular Spectacular.

## Video musical
El video musical de la canción muestra a los miembros de la banda, a varios personajes animados y los personajes de The Rock-afire Explosion (una banda virtual) haciendo una fiesta en medio de la selva del parque nacional Tikal en Petén (Guatemala). Ellos bajan la luna del cielo y le hacen un corte para extraer una sustancia fosforescente, la cual usan para pintarse a sí mismos. Después vuelven a subir la luna al cielo. Al final del video, los miembros de MGMT montan unas motocicletas y manejan hasta la luna, estrellándose con ella y haciéndola explotar. Esto provoca una lluvia fosforescente que cae sobre las personas que están en la fiesta.
El video fue nominado en la categoría de mejor dirección de arte en los MTV Video Music Awards 2008.

## Listado de canciones
| Sencillo de 7 pulgadas |                                    |          |  |
| N.º                    | Título                             | Duración |  |
| 1.                     | «Electric Feel»                    | 3:48     |  |
| 2.                     | «Electric Feel» (Rasta Wigs Remix) | 4:15     |  |

| Sencillo de 12 pulgadas |                                 |          |  |
| N.º                     | Título                          | Duración |  |
| 1.                      | «Electric Feel» (Justice Remix) | 5:27     |  |
| 2.                      | «Electric Feel»                 | 3:48     |  |

| Sencillo en CD |                                 |          |  |
| N.º            | Título                          | Duración |  |
| 1.             | «Electric Feel»                 | 3:48     |  |
| 2.             | «Electric Feel» (Justice Remix) | 5:27     |  |

| Sencillo promocional |                                  |          |  |
| N.º                  | Título                           | Duración |  |
| 1.                   | «Electric Feel» (versión radial) | 3:37     |  |

## Listas de popularidad
| Lista (2008)                             | Mejor posición |
| ---------------------------------------- | -------------- |
| Australia (ARIA Singles Chart)           | 7              |
| Australia (ARIA Club Chart)              | 27             |
| Bélgica (Ultratop 50 flamenca)           | 17             |
| Billboard Bubbling Under Hot 100 Singles | 20             |
| Irlanda (IRMA)                           | 24             |
| Nueva Zelanda (RIANZ)                    | 10             |
| Reino Unido (UK Singles Chart)           | 22             |

| País        | Lista (2008)     | Posición |
| ----------- | ---------------- | -------- |
| Reino Unido | UK Singles Chart | 171      |